# Tratna pri Grobelnem
Tratna pri Grobelnem ( phát âm [ˈtɾaːtna pɾi ˈɡɾoːbɛlnɛm] ) là một khu định cư ở phía nam Grobelno thuộc đô thị tự trị Šentjur, miền đông Slovenia. Tuyến đường sắt chính từ Ljubljana đến Maribor chạy dọc theo rìa phía bắc của khu định cư. Khu định cư, cũng như toàn bộ đô thị này, được bao gồm trong vùng thống kê Savinja, mà nó nằm trong phân vùng Slovenia của Công quốc lịch sử Styria.

## Tên gọi
Tên gọi của khu định cư được đổi từ Tratna thành Tratna pri Grobelnem vào năm 1953.